# Iwan Stepanowitsch Utrobin
Iwan Stepanowitsch Utrobin (* 10. März 1934; † 25. Juni 2020) war ein sowjetischer Skilangläufer.

## Werdegang
Utrobin, der für den Trud Moskau startete, hatte seinen ersten internationalen Erfolg bei den Nordischen Skiweltmeisterschaften 1962 in Zakopane. Dort gewann er die Bronzemedaille mit der Staffel. Im folgenden Jahr wurde er bei den Svenska Skidspelen Dritter mit der Staffel und Dritter im 15-km-Lauf bei den Lahti Ski Games. Bei den Olympischen Winterspielen 1964 in Innsbruck holte er erneut Bronze mit der Staffel. Zudem errang er dort den 17. Platz über 30 km. Im Jahr 1965 kam er bei den Lahti Ski Games auf den zweiten Platz über 15 km. Bei den Nordischen Skiweltmeisterschaften 1966 in Oslo wurde er Fünfter mit der Staffel. Bei sowjetischen Meisterschaften siegte er viermal über 50 km (1961, 1963, 1965, 1966), dreimal über 30 km (1960, 1962, 1965), dreimal über 70 km (1965, 1967, 1968) und jeweils einmal mit der Staffel (1962) und über 15 km (1966).